# Spyder-D
Spyder-D, pseudonimo di Sidney Duane Hughes (Peoria, 15 marzo 1960), è un rapper e produttore discografico statunitense.
Da bambino si trasferisce ad Hollis, nel Queens, nella città di New York. È unanimemente considerato come uno dei pionieri del rap.

## Carriera
La sua carriera discografica inizia nel 1980, anno in cui pubblica i suoi primi singoli Big Apple Rappin' (National Rappin' Anthem) e Rollerskaterrap, due pietre miliari della vecchia scuola Rap. Da evidenziare che il suo primo disco fu pubblicato dalla Newtroit Records, casa discografica di proprietà personale di Spyder-D, fatto che lo rese il primo (o presunto tale) rapper ad autoprodursi in maniera indipendente. Nel 1982 esce la hit Smerphies Dance, altro brano memorabile del Rap degli inizi. Nel 1984 pubblica il singolo Placin' The Beat, a cui fa seguito nel 1985 Rap Is Here To Stay; nello stesso anno esce anche il suo primo album, intitolato Battle of The Raps, che in realtà non è un disco in cui lui è direttamente protagonista, bensì una compilation di vari brani di Rap underground eseguiti da artisti diversi, e di cui Spyder-D si occupa della produzione. Nel 1986 escono i singoli Matt's Mood e I Can't Wait (To Rock The Mike), seguiti nel 1987 da B-Boys Don't Fall In Love, altra canzone piuttosto nota negli ambienti del Rap delle prime fasi, e sempre nello stesso anno How Ya Like Me Now. Nel 1988 escono i singoli Try To Bite Me Now e Hooked On Your Look, quest'ultimo accreditato a The Spydo Music Band feat. Spyder-D. Sempre nel 1988 realizza un altro singolo intitolato The Real McCoy, disco che però non viene pubblicato da nessuna etichetta, rimanendo così un unofficial record o bootleg. Nel 1990 esce il suo secondo album Gangsta Wages, un disco orientato sullo stile Gangsta Rap e che è il primo dove Spyder-D è interprete di per sé. Nel 1995 esce il singolo Rap Is Here To Stay, e nel 2000 Yes, Yes Y'all. Nel 2001 esce il suo terzo album True 'Dat ed infine nel 2004 la compilation Spinnin' Webs & Rappin' Rhymes, una raccolta dei suoi primissimi brani di Rap della vecchia scuola.

## Altre attività
Ha collaborato con vari artisti del Rap; tra i più importanti da ricordare Run-DMC (suoi amici personali in quanto provenienti anche loro da Hollis), Russell Simmons (fratello di Joseph "DJ Run" Simmons dei Run-DMC e cofondatore dell'etichetta discografica Def Jam Recordings) e LL Cool J. Ha lavorato come manager per diverse case discografiche indipendenti, tra le quali Profile Records e Power Play; tramite quest'ultima in particolare ha avuto rapporti professionali con DJ Run e Salt-n-Pepa. Nel 2005 rilevò una squadra di basket di Charlotte, Carolina del Nord, chiamata Charlotte Krunk, militante nelle categorie inferiori del campionato americano; nel 2006 il team viene spostato ad Atlanta, città dello stato di New York nella quale Spyder-D è tuttora residente, cambiando nome in Atlanta Krunk. Spyder-D deciderà poi di vendere la proprietà della squadra nel 2008. Attualmente Duan Hughes è produttore e co-presentatore di un programma televisivo trasmesso su internet, The Hippest Trip.

## Discografia

### Album
- 1985 – Battle Of The Raps  (Next Plateau Inc., Fly Spy)
- 1990 – Gangsta Wages  (ZXY Records)
- 2001  – True 'Dat (Mecca/Propane)
- 2004 – Spinnin' Webs & Rappin' Rhymes (Ol' Skool Flava)

### Singoli
- 1980 – Big Apple Rappin' (National Rappin' Anthem) (Newtroit)
- 1980 – Rollerskaterrap/Spinnin' Webs & Rappin' Rhymes (Delmar Int. Records)
- 1982 – Smerphies Dance (Telestar Cassettes)
- 1984 – Placin' The Beat (Profile)
- 1985 – Rap Is Here To Stay/Buckwheat's Beat (Profile)
- 1986 – Matt's Mood (Carrere, Clever)
- 1986 – I Cant Wait (To Rock The Mike) feat. D.J. Doc (Profile)
- 1987 – B-Boys Don't Fall In Love feat. D.J. Doc (Fly Spy)
- 1987 – How Ya Like Me Now/The Heart Of Hollis (Profile)
- 1988 – Try To Bite Me Now feat. D.J. Doc (B-Boy Records, Fly Spy)
- 1988 – Hooked On Your Look The Spydo Music Band feat. Spyder-D (Rock Candy Records)
- 1988 – How Ya Like Me Now/The Heart Of Hollis (Profile)
- 1988 – The Real McCoy
- 1995 – Red Light (Not Tonight) (Fly Spy)
- 2000 – Yes, Yes Y'all (Mecca/Propane)